# Момбело Монферато
Момбѐло Монфера̀то (на италиански: Mombello Monferrato; на пиемонтски: Mombè, Момбе) е село и община в Северна Италия, провинция Алесандрия, регион Пиемонт. Разположено е на 273 m надморска височина. Населението на общината е 1099 души (към 2010 г.).